# 浦和駒場体育館
さいたま市浦和駒場体育館（さいたましうらわこまばたいいくかん）は、埼玉県さいたま市浦和区駒場にある体育館である。旧浦和市民体育館。

## 概要
浦和市民体育館として建設された。さいたま市誕生後は浦和駒場体育館と改称し、旧浦和市域のさいたま市民体育館としての機能は、桜区に建設されたさいたま市記念総合体育館と分担するようになった。1986年から1994年まで「大相撲浦和場所」が数回開催され、さいたま市になった後は2013年から「大相撲さいたま場所」として当体育館で行われているが、2014年は当体育館の耐震補強工事による休館に伴い、さいたま市記念総合体育館で行われた。2022年・2024年はさいたまスーパーアリーナ（コミュニティアリーナ）にて「大相撲さいたまスーパーアリーナ場所」として行われた。

## 設備
- 主競技場
- 体育室
- 柔道場
- 剣道場
- 弓道場
- 卓球場
- トレーニング室
- 屋外テニスコート

## 沿革
- 1974年（昭和49年）7月 - 浦和市民体育館として開館。
- 1986年（昭和61年） - 大相撲浦和場所を開催。
- 2001年（平成13年） - さいたま市が誕生し、浦和駒場体育館となり、さいたま市の管理となる。

## 所在地
- さいたま市浦和区駒場2-5-6

## アクセス
- 京浜東北線北浦和駅東口より徒歩約25分。

## 周辺
- さいたま市青少年宇宙科学館
- 浦和駒場スタジアム
- 浦和総合運動場
  - さいたま市営浦和球場
- 原山市民プール
- さいたま市立浦和中学校・高等学校